# Poliaenus hesperus
Poliaenus hesperus är en skalbaggsart som beskrevs av Chemsak och Linsley 1988. Poliaenus hesperus ingår i släktet Poliaenus och familjen långhorningar. Inga underarter finns listade i Catalogue of Life.